# James Bowdoin
James Bowdoin II (7 de agosto de 1726 – 6 de novembro de 1790) foi um político americano e 2º governador de Massachusetts. Ele atuou em ambas câmaras da Corte Geral de Massachusetts de 1750 a 1770. Foi um líder político e intelectual de Boston durante a Revolução Americana. Embora inicialmente apoiasse os governantes reais, ele se opôs a política colonial britânica e se tornou um influente defensor da independência. Foi autor de um elogioso relatório político sobre o Massacre de Boston de 1770 que foi descrito pelo historiador Francis Walett como uma das peças escritas mais influentes que deu forma para opinião pública nas colônias.
De 1775 a 1777 ele serviu como Presidente do Conselho Executivo do Congresso Provincial de Massachusetts, o chefe de fato do governo de Massachusetts. Ele foi eleito presidente da convenção constitucional que elaborou a constituição do estado em 1779 e tencionou sem sucesso o cargo de governador em 1780, perdendo para John Hancock. Em 1785, após a renúncia de Hancock, foi eleito governador. Durante seus dois anos no governo em péssimas condições financeiras e a rígida política fiscal adotada pelo seu governo ocasionou a revolta conhecida como rebelião dos Shays (um levante armado). Bowdoin financiou pessoalmente as forças da milícia que foram fundamentais para sufocar a revolta. Seu tratamento arrogante com os rebeldes pode ter contribuído para a derrota da eleição de 1787, em que o populista Hancock foi retornada ao escritório.
Além de suas atividades políticas, Bowdoin destacou-se em atividades científicas, colaborando com Benjamin Franklin, em sua pesquisa pioneira sobre a eletricidade. Ele foi eleito membro da Real Sociedade de Londres e foi um dos fundadores e primeiro presidente da Academia de Artes e Ciências dos Estados Unidos, a quem legou a sua biblioteca. Bowdoin College em Maine foi assim nomeado em sua homenagem após um legado de seu filho James III.

## Início de vida

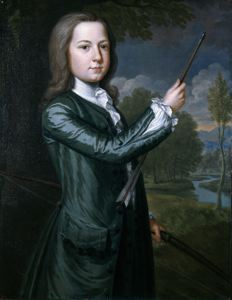
Retrato de Bowdoin ainda criança por John Smibert

James Bowdoin II nasceu em Boston,  filho de Hannah Portage Bowdoin e James Bowdoin, um rico comerciante de Boston.. Seu avô, Pierre Baudouin, era um refugiado huguenote (calvinista) da França. Pierre levou sua família primeiro para a Irlanda, depois para Massachusetts oriental, atual Maine, antes de finalmente se fixar em Boston em 1690. James Bowdoin tinha uma modesta herança de seus pais, mas expandiu seus negócios comerciais e de exploração de terras de seu pai e tornou-se um dos homens mais ricos da província. Ainda jovem James frequentou a South Grammar School (atualmente Boston Latin School) e, em seguida, formou-se pela Universidade de Harvard em 1745. Quando seu pai morreu em 1747, ele herdou uma fortuna considerável. Ele casou com Elizabeth Erving, filha de seu companheiro de quarto de Harvard, em 1748. Eles tiveram dois filhos.

## Atividades científicas e outras
Bowdoin pode ter encontrado Benjamin Franklin aproximadamente em 1743, então os dois se tornaram frequentes colaboradores e correspondentes em assuntos científicos. Durante seus anos em Harvard, ele foi educado em ciências por John Winthrop e desenvolveu um interesse em eletricidade e astronomia. Em 1750 Bowdoin viajou para Filadélfia para reunir-se com Franklin. Bowdoin estava interessado em experimentos de Franklin sobre electricidade e Franklin solicitou seus conselhos sobre projetos que ele preparou para apresentação à Royal Society of London. Por intermédio de Franklin, algumas cartas do Bowdoin foram lidos para a sociedade. Bowdoin foi articulador na obtenção do apoio da Assembleia provincial para uma expedição para Newfoundland para observar a passagem de Vênus através do sol em 1761, também no mesmo ano publicou um tratado sugerindo melhorias no telescópio. Em 1785 ele publicou uma série de memórias, argumentando contra a teoria de Isaac Newton que a luz fosse transmitida por "glóbulos", citando observações naturais e também escritos.
Bowdoin manteve um interesse ao longo da vida pelas ciências. Em 1780 ele foi um dos fundadores da Academia de Artes e Ciências dos Estados Unidos. Ele serviu como seu primeiro presidente até sua morte e deixou para a sociedade a sua biblioteca. Bowdoin publicou não só artigos científicos, mas também poesias em inglês e latim. Ele foi premiado como doutor honorário pela Universidade de Edimburgo e membro da Harvard. A sua eleição em 1788 para Real Sociedade de Londres (Royal Society of London) foi a primeira honra concedida para um americano após a independência.
Bowdoin também tinha amplos interesses comerciais. Embora muitas vezes foi caracterizado como um comerciante e empenhou-se no comércio Atlântico, seu interesse principal era na terra. Sua herança incluiu grandes extensões de terra, além das que ele manteve, em Maine, bem como ricas atividades agrícolas nas Elizabeth Islands na costa do sul do estado. Bowdoin expandiu sua participação, quando adquiriu propriedade em todos os Estados da Nova Inglaterra exceto Rhode Island. Ele foi um dos gestores proprietários de um grande território no Rio Kennebec, onde frequentemente esteve envolvido em processos judiciais com posseiros e disputas pelos interesses concorrentes de terra. As negociações com posseiros em particular deixaram Bowdoin com certa antipatia de classes mais baixas da sociedade de Massachusetts, algo que ofuscou sua visão política. Sua herança também incluiu uma fundição em Attleboro (agora Bridgewater) que ele vendeu em 1770, aparentemente porque era muito difícil para gerenciar. Apesar das convulsões da revolução, Bowdoin teve o cuidado de sempre gerenciar seus assuntos financeiros. Ele apoiou financeiramente a causa da independência,  sem contudo danificar os seus próprios interesses de negócios, ao contrário de John Hancock, cujo negócio era negligenciado.
Anos mais tarde, ele foi o primeiro presidente do banco de Massachusetts em 1784 e foi também o primeiro presidente da sociedade humanitária de Massachusetts (uma organização inicialmente dedicada a resgatar sobreviventes de naufrágios e outros desastres pluviais).

## Conselho de governo e oposição ao governo britânico

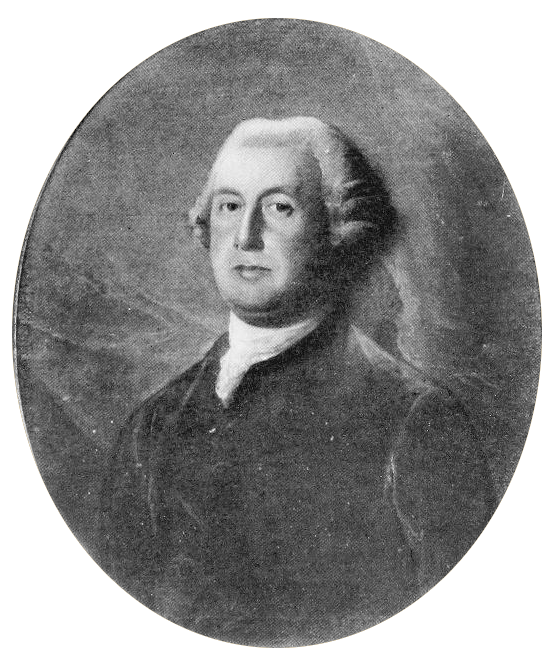
Governador Sir Francis Bernard

Bowdoin foi eleito para a assembleia provincial em 1753 e exerceu até a nomeação para o Conselho de governo em 1756. Embora no início tenha apoiado o governador real, sua política ficou mais radical conforme a política colonial britânica tornou-se cada vez mais impopular e Bowdoin acreditou que essas condições teriam um efeito negativo sobre a economia da Nova Inglaterra. Fatores pessoais podem também ter desempenhado um papel nas mudanças de visão de Bowdoin: John Temple, o Comissário de costumes locais e genro do Bowdoin, foi envolvido em disputas desagradáveis com governador Francis Bernard na década de 1760. Em 1769 Bowdoin foi um dos principais porta-vozes da oposição ao governador do Conselho. Neste mesmo ano Bernard rejeitou Bowdoin para recandidatar-se na eleição para o Conselho. Bowdoin, no entanto, foi articulador da derubada de Bernard do cargo. Cartas privadas com críticas ao governo provincial que Bernard tinha escrito foram publicadas em 1769 para grande indignação. Bowdoin refutou os ataques e as reivindicações feitas em cartas por Bernard e publicou um panfleto altamente polêmico solicitando a destituição de Bernard que foi enviado ao Secretário colonial, Lord Hillsborough.
Bowdoin ganhou a reeleição à assembleia em 1770 e prontamente foi reeleito para o Conselho no mesmo ano, logo após Bernard deixou a província. O governador Thomas Hutchinson aquiesceu ao regresso do Bowdoin ao Conselho, o raciocínio que ele era menos perigoso lá do que como um crítico ferrenho na câmara baixa. No entanto, a vaga que Bowdoin desocupou na Assembleia foi preenchida por Samuel Adams, outro líder adversário político dos governadores Reais, então Hutchinson foi confrontado com a perspectiva de oposição em ambas as frentes.
Após o Massacre de Boston em 5 de março de 1770, Bowdoin foi escolhido na reunião da cidade de Boston para atuar em um Comitê que investigou o caso. A Comissão tomou depoimentos e produziu um relatório descrevendo o evento que foi publicado como uma curta narrativa do horrível Massacre. O trabalho foi altamente crítico não só do governador, mas também do comportamento das tropas do exército britânico que estavam estacionados em Boston, e é caracterizada pelo historiador Francis Walett como uma das principais peças da propaganda para influenciar a opinião pública nas colônias. A oposição de Bowdoin contra as políticas britânicas continuou durante a administração de Hutchinson, então quando cartas de Hutchinson foram publicadas a indignação foi semelhante ao caso das cartas de Bernard, Bowdoin novamente escreveu textos altamente críticos ao governador com chamamento para a sua destituição. O sucessor do Hutchinson, General Thomas Gage, vetou reeleição de Bowdoin ao Conselho em 1774, citando que "expressas ordens de sua majestade" solicitaram sua exclusão deste órgão.

## Governador de Massachusetts

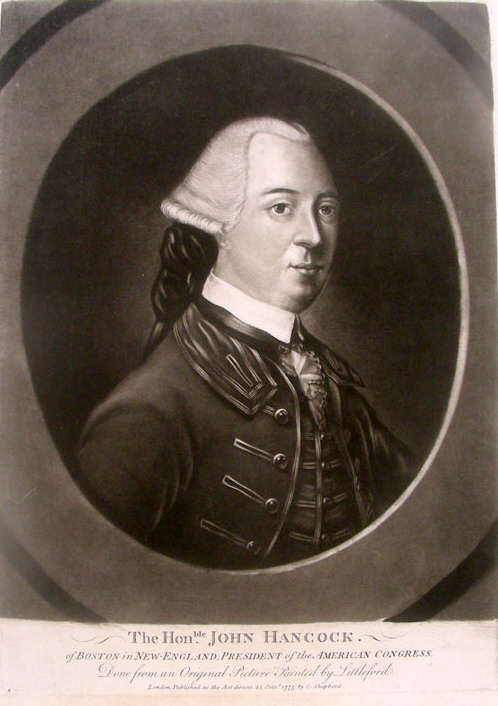
John Hancock (gravura britânica de 1775) foi um oponente perene do Bowdoin em assuntos políticos e pessoais.

Bowdoin foi nomeado como um delegado para o primeiro Congresso Continental em 1774, mas não compareceu, alegando problemas de saúde de sua esposa. Ele também adoeceu, provavelmente por tuberculose. Bowdoin novamente esteve doente em 1775, quando eclodiu a Guerra Revolucionária Americana, então sua família foi transferida de Boston que estava ocupada pelos britânicos, que estavam sob cerco e ataques de milícias locais. Primeiro mudaram-se para Dorchester e após Middleborough, onde residiram até 1778. (A mansão de Bowdoin Beacon Street estava ocupada pelo General John Burgoyne). Enquanto em convalescença foi mantido informado dos eventos que ocorreram dentro e ao redor de Boston e foi eleito Presidente do Conselho Executivo do Congresso Provincial de Massachusetts. Nesta posição, que ocupou até 1777, foi líder de fato do governo de Massachusetts. Citando sua saúde abalada, ele renunciou ao cargo e retirou-se da opinião pública. Ele continuou a se corresponder com outros revolucionários e gozava de sua confiança, embora sua ausência no esforço da guerra tenha ocasionado dificuldades políticas posteriormente. Ele começou a voltar à vida pública em 1778, então quando Massachusetts elaborou sua própria constituição, em 1779, foi presidente da Convenção chamada para criá-la e Presidente da Comissão que finalizou o trabalho. John Adams, também foi membro do Comitê, é geralmente creditado como o principal autor da nova Constituição, embora Bowdoin e Samuel Adams provavelmente tenham feito contribuições significativas.
Na primeira eleição para governador, realizada em 1780, Bowdoin disputou o cargo contra John Hancock. Na ausência de política partidária formal, o concurso foi personificado, seja com popularidade, seja com patriotismo. Hancock foi imensamente popular e patriótico, sem sombras de dúvidas, dado seus sacrifícios pessoais e sua liderança no segundo Congresso Continental. Bowdoin foi rotulado por partidários de Hancock como antipatriótico, citando, entre outras coisas, sua recusa em participar do primeiro Congresso Continental, mesmo sabendo que foi devido à sua doença. Os apoiadores de Bowdoin, que eram principalmente ricos interessados no comércio das comunidades costeiras de Massachusetts, fez que Hancock parecesse um demagogo que iludia a população. Hancock ganhou a eleição facilmente, recebendo mais de 90% dos votos. A Câmara dos representantes de Massachusetts ofereceu para Bowdoin o cargo de vice-governador ou uma vaga no Senado estadual, mas Bowdoin declinou em razão de sua saúde debilitada. Após a eleição Hancock nomeou Bowdoin para uma Comissão composta para rever e consolidar as leis do estado.
Bowdoin disputou contra Hancock nas eleições subsequentes, mas nunca foi capaz de superar a enorme popularidade de Hancock. A disputa entre os dois candidatos era apenas um elemento de divergêncis de longa data que abrangeu, negócios, política, religião e aparentemente profundas questões pessoais. Os dois estiveram envolvidos na administração da Harvard, onde suas divergências tornaram-se, às vezes cruciais. Por exemplo, em 1776, enquanto Hancock simultaneamente foi tesoureiro da Harvard e Presidente do segundo Congresso Continental, uma Comissão chefiada pelo Bowdoin decidiu que os valores mobiliários retidos por Hancock ocorriam em função da guerra e uma delegação foi enviada para Philadelphia para receber deles uma contabilidade de custódia e entrega física de documentos. Hancock deu respostas protelatórias e a recusa em produzir uma contabilidade dos livros da faculdade arrastou-se por vários anos, em função disso Bowdoin articulou sua censura pelo Conselho de supervisores de Harvard. O assunto teve seu ápice em 1783, quando as questões do Colégio com Hancock foram lidas e discutidas em uma reunião aberta em que Hancock foi presidente. Ambos também frequentavam a Igreja Brattle Street, onde eles competiram sobre o tamanho e a qualidade das melhorias para a construção (inclusive a localização de uma nova) que eles financiaram. James Warren capturou a diferença entre ambos: "Eu não invejo nenhum de seus sentimentos. A vaidade de um será como picada de víbora se o outro estiver decepcionado, e os avanços feitos por um comparado com o insucesso do outro fere seu orgulho". A rivalidade entre ambos foi tão séria que a fundação do Bowdoin College, assim nomeado em sua homenagem, teve de ser adiada para após a morte de Hancock.
Em 1785, aparentemente sensível à agitação crescente em Massachusetts ocidental em função da pobreza, Hancock cogitou renunciar, esperando ser convidado para permanecer no cargo. No entanto, o legislativo não fez nenhum pedido, o que eventualmente ocasionou a renúncia, por motivos de saúde. A disputa para governador naquele ano foi dominada por Bowdoin, pelo vice-governador Thomas Cushing (que foi amplamente visto como um suporte para Hancock, mas não possuía seu carisma) e pelo então General de guerra revolucionário Benjamin Lincoln. A campanha foi às vezes desagradável. Bowdoin e Samuel Adams entraram após a facção Hancock-Cushing, aproveitando o recente e polêmico estabelecimento do Clube Social (conhecido como "Sans Souci" ou "assembleia do chá"), no qual a tônica do jogo e da dança teve espaço (estas atividades anteriormente haviam sido proibidas em uma Boston socialmente conservadora), como um sinal da decadência moral em crescimento no mandato de Hancock. Os partidários de Cushing acusaram Bowdoin de covardia na guerra e insultavam pessoas em caso de recusa ao vice-governador em 1780. O eleitorado não prporcionou maioria para nenhum candidato, então o Tribunal Geral acabou escolhendo Bowdoin sobre os outros em votação amargamente divisionista.

### Rebelião dos Shays
Durante seu tempo de governo Hancock recusou agir vigorosamente para cobrar impostos dos inadimplentes. Bowdoin, procurando fazer pagamentos de quotas devidas pelo estado em dívidas externas do país, aumentou os impostos e intensificou a cobrança de impostos inadimplidos. Estas ações, que foram combinadas com uma depressão econômica pós-guerra e um arrocho do crédito causado pela escassez de divisas, fez estragos em toda as partes rurais do estado. Convenções organizadas nas partes rurais do estado enviaram cartas de protesto para a Assembleia Legislativa do Estado, que era dominada por Bowdoin e os grandes comerciantes conservadores das porções costeiras do estado.

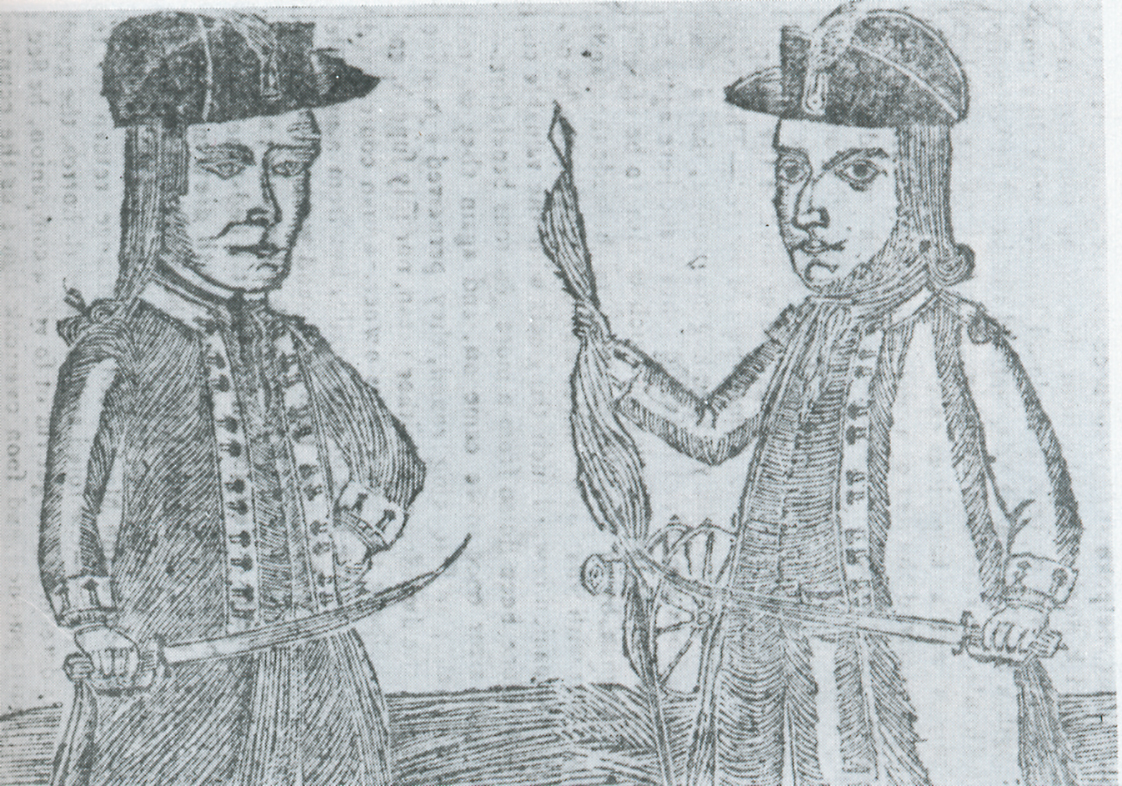
Esta xilogravura contemporânea retrata dois líderes rebeldes, Daniel Shays e Job Shattuck.

Depois que o legislativo entrou em recesso em agosto de 1786 sem significativamente abordar essas reclamações, manifestantes rurais de Massachusetts organizaram ações imediatas e começaram marchas de protesto que fecharam o sistema de judicial do Estado, que executava as sentenças, cobranças de impostos e penhora de bens, tornando-se alvo do descontentamento. Bowdoin emitiu uma proclame no início de setembro denunciando essas ações, mas não tomou nenhuma providência significativa imediata, não organizou uma resposta de milícia (ao contrário dos governadores vizinhos de New Hampshire e Connecticut). Quando o Tribunal em Worcester foi fechado pela ação semelhante em 5 de setembro, a milícia do condado, composta principalmente de membros simpáticos aos manifestantes, se recusou agir, para o desgosto do Bowdoin. Protestos e fechamentos de Tribunais seguiram, com uma declaração em outubro, "estamos agora em um estado de anarquia e confusão na beirando uma Guerra Civil".
Sob a liderança de Bowdoin e Samuel Adams, o legislativo promulgou uma lei de motim, suspendeu concessão de habeas corpus e aprovou um projeto de lei que infrutiferamente tratava das questões financeiras dos protestos. Em janeiro de 1787 os protestos, que começou como demandas para a reforma, tinham crescido para se tornar um ataque direto ao "governo tirânico de Massachusetts". O Condado de Hampshire em particular (que então incluía o que são agora, Condado de Franklin e Hampden) tornou-se um foco de rebelião, com líderes como Daniel Shays e Luke Day começando a se organizar para um ataque em instituições governamentais.
Como o governo federal tinha sido incapaz de levantar qualquer número significativo de tropas e milícias locais nos condados ocidentais já não podia confiar em Bowdoin, ele propôs no início de janeiro de 1787 a criação de uma milícia privada que seria financiada por comerciantes orientais. O General de guerra revolucionário Benjamin Lincoln levantou fundos e homens para o esforço, possuía 3.000 homens em Worcester em 19 de Janeiro. Um embate em Springfield Armory em 25 de janeiro resultou na morte de vários rebeldes e Lincoln derrotou a principal força rebelde em 4 de fevereiro em Petersham, terminando com a resitência em grande escala.
No mesmo dia que Lincoln chegou em Petersham, o legislativo do estado aprovou leis que autorizavam "lei marcial" e dava ao governador amplos poderes para agir contra os rebeldes. Ele também autorizou pagamentos do estado para reembolsar Lincoln e os comerciantes que tinham financiado o exército e autorizou a contratação da milícia adicional. Em 12 de fevereiro o legislador aprovou a lei de desqualificação, buscando evitar uma resposta legislativa por simpatizantes dos rebelde. Esta lei proibia expressamente qualquer rebelde reconhecido de assumir uma variedade de cargos eletivos e nomeados.
O esmagamento da rebelião e os termos ásperos da reconciliação imposta pela lei de desqualificação causaram um abalo na imagem política do governador Bowdoin. Na eleição realizada em abril de 1787, Bowdoin recebeu alguns votos de partes rurais do Estado e foi derrotado por John Hancock.
Em 1788 Bowdoin serviu como um membro da Convenção de Massachusetts que ratificou a constituição dos Estados Unidos. Um forte apoiante do federalismo, Bowdoin trabalhou duro para sua ratificação, trazendo um cético Samuel Adams e seus partidários ao redor, convidando-os para um jantar com outros delegados pro-ratification, oferecendo apoio federalista a John Hancock em eleições futuras. Partidários federalistas de Bowdoin apoiaram Hancock na eleição de 1789, embora Bowdoin também disputasse a eleição. Ele permaneceu ativo na suas atividades caritativas e científicas em seus últimos anos, continuando a sua liderança na Academia de Artes e Ciências dos Estados Unidos, bem como na sociedade humanitária. Ele também continuou a se envolver em novos empreendimentos, comprando em 1789 uma participação em um dos primeiros navios mercantes americanos para navegar para a China.

## Morte e legado

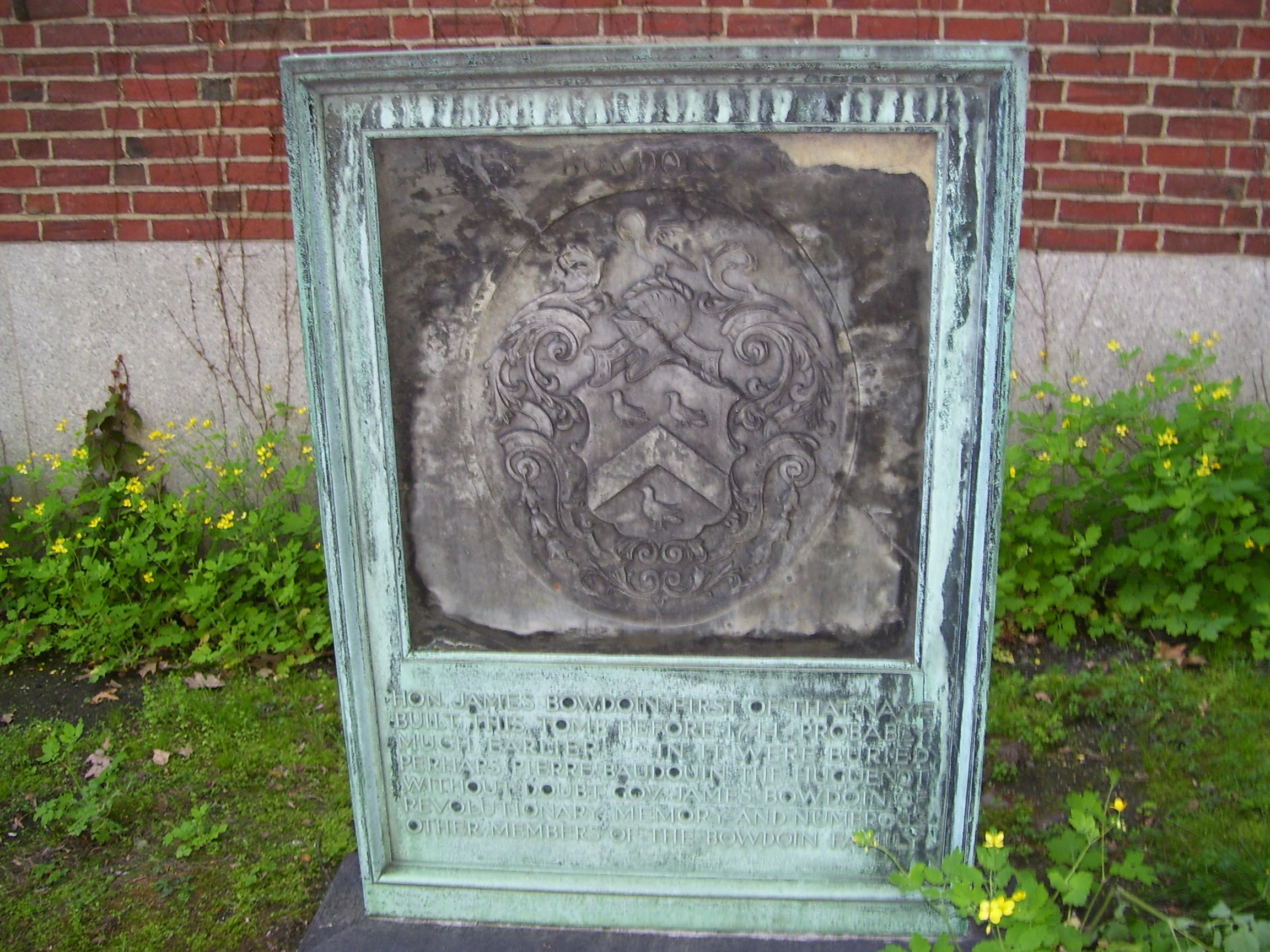
Túmulo de Bowdoin no Granary Burying Ground

Ele morreu em Boston em 6 de novembro de 1790, de "febre pútrida e disenteria". O funeral de Bowdoin foi um das maiores de seu tempo em Boston, com pessoas nas ruas para ver o cortejo fúnebre do féretro. Ele foi enterrado no Granary Burying Ground em Boston. Entre seus legados há um regalo da faculdade de Harvard para prêmios que são agora conhecidos como os prêmios de Bowdoin. Seu filho James III doou terras de propriedade da família em Brunswick, Maine, bem como livros e fundos para estabelecer o Bowdoin College em sua homenagem.
Um planetário construído pelo relojoeiro Joseph Pope, agora no departamento de ciência de Harvard, inclui figuras de bronze do Bowdoin e Benjamin Franklin que supostamente foram lançadas por Paul Revere. (Bowdoin foi responsável por manter o dispositivo resgatado quando a casa do Papa pegou fogo em 1787).
Marcos com o nome de Bowdoin em Boston incluem Street Bowdoin, Bowdoin Square e da Estação de Bowdoin MBTA. Bowdoin, Maine, incorporada em 1788, foi nomeado para Bowdoin. Os vizinhos Bowdoinham, Maine (incorporados em 1762) foram assim nomeados para homengagem de seu avô Pierre ou seu irmão William.

## Ler também
- A Short Narrative of the Horrid Massacre. London: W. Bingley. 1770. OCLC 510892519  The colonists' account of the Boston Massacre, which Bowdoin was partly responsible for writing

## Fonte da tradução
- Este artigo foi inicialmente traduzido, total ou parcialmente, do artigo da Wikipédia em inglês cujo título é «James Bowdoin».